# Warren (Oregón)
Warren es un lugar designado por el censo ubicado en el condado de Columbia en el estado estadounidense de Oregón. En el año 2010 tenía una población de 1,787 habitantes.

## Geografía
Warren se encuentra ubicado en las coordenadas 45°49′9″N 122°50′52″O / 45.81917, -122.84778.